# Placolobium vietnamense
Placolobium vietnamense är en ärtväxtart som beskrevs av N.D.Khoi och Gennady Pavlovich Yakovlev. Placolobium vietnamense ingår i släktet Placolobium och familjen ärtväxter. Inga underarter finns listade i Catalogue of Life.